# Cătălin-Petru Preda
Cătălin-Petru Preda (Bucarest, 29 giugno 1991) è un tuffatore rumeno specializzato nelle grandi altezze.

## Carriera
Ha vinto un argento e un bronzo ai campionati mondiali di nuoto ed un argento ai campionati europei tra il 2022 e il 2024.

## Palmarès
- Mondiali

Fukuoka 2023: argento nei tuffi dalle grandi altezze.
Doha 2024: bronzo nei tuffi dalle grandi altezze.
- Europei

Roma 2022: argento nei tuffi dalle grandi altezze.